# Panhard & Levassor M1E
Der Panhard & Levassor M1E ist ein Pkw-Prototyp. Hersteller war Panhard & Levassor in Frankreich.

## Beschreibung
Die nationale Zulassungsbehörde in Frankreich begann erst 1899 damit, Kraftfahrzeuge systematisch zu prüfen und Typenbescheinigungen auszustellen. Da dieses Modell bereits 1897 präsentiert wurde, gibt es keine offizielle Typenbezeichnung. Der Modellname leitet sich vom verwendeten Motor ab. Das „M“ steht für den sogenannten Phénix-Motor nach einer Lizenz der Daimler-Motoren-Gesellschaft. Die „1“ zeigt die Anzahl der Zylinder an.
Es ist ein Einzylindermotor. Angegeben sind 81 mm Bohrung und 120 mm Hub und etwa 600 cm³ Hubraum, obwohl das rechnerisch 618 cm³ Hubraum ergibt. Der Hersteller hatte damals sowohl Zwei- als auch Vierzylindermotoren mit 80 mm Bohrung und 120 mm Hub im Sortiment. Sofern der Einzylindermotor dieselben Abmessungen hatte, würde das 603 cm³ Hubraum ergeben. Der Motor ist mit 2 CV angegeben. Das kann die steuerliche Einstufung nach Cheval fiscal oder die tatsächliche Motorleistung in PS sein.
Karossiert war das Fahrzeug als offener zweisitziger Phaeton. Es wurde auch „voiture des jardins“, etwa Gartenfahrzeug, genannt.
Das Fahrzeug entstand 1897 für René Panhard und blieb ein Einzelstück. Es ist erhalten geblieben.